# Filmografia de Tyrone Power

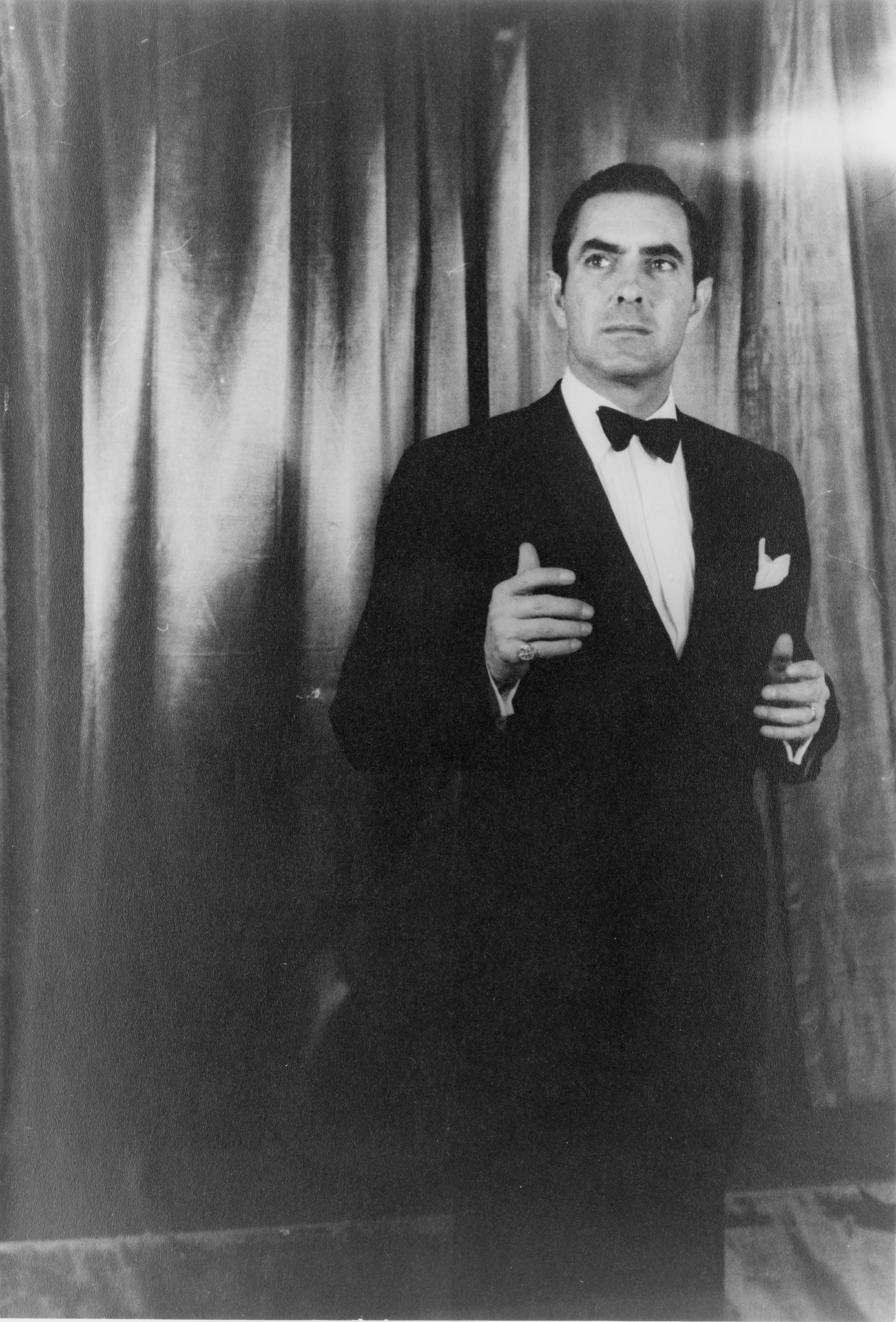
Tyrone Power em John Browns Body, 1953

Tyrone Power (1914-1958) atuou em um total de 48 filmes longa-metragem.
Seguem listados os filmes em ordem cronológica, acompanhados da tradução em língua portuguesa, do nome do personagem, dos atores que atuaram com ele, dos diretores e de eventuais observações sobre as produções.
A grande maioria dos filmes é da 20th Century-Fox, com as exceções devidamente anotadas.

## Lista principal
| Título                                   | Tradução                                           | Papel                      | Elenco                                | Diretor            | Observações                                                                                                   |
| ---------------------------------------- | -------------------------------------------------- | -------------------------- | ------------------------------------- | ------------------ | --- |
| 1932                                     |                                                    |                            |                                       |                    | |
| Tom Brown of Culver                      |                                                    | John                       | William Wyler                         |                    | Feito pela Universal Pictures. Creditado Tyrone Power Jr.                                                     |
| 1934                                     |                                                    |                            |                                       |                    | |
| “Flirtation Walk”                        |                                                    | Cadete                     | Dick Powell e Ruby Keeler.            | Frank Borzage      | Warner Bros. Busby Berkeley Filme musical. Power não está creditado.                                          |
| 1936                                     |                                                    |                            |                                       |                    | |
| Girls' Dormitory                         |                                                    | Conde Vallais              | Ruth Chatterton e Simone Simon        | Irving Cummings    | Creditado Tyrone Power Jr.                                                                                    |
| Ladies in Love                           |                                                    | Conde Karl Lanyi           | Loretta Young                         | Edwin H. Griffith  | Creditado Tyrone Power Jr.                                                                                    |
| Lloyd's of London                        |                                                    | Jonathan Blake             | Madeleine Carroll                     | Henry King         | |
| 1937                                     |                                                    |                            |                                       |                    | |
| Love Is News                             |                                                    | Steve Layton               | Loretta Young                         | Tay Garnett        | Seu primeiro filme com grande bilheteria. Refilmado como That Wonderful Urge (1948), também estrelando Power. |
| Café Metropole                           |                                                    | Alexis                     | Loretta Young                         | Edwin H. Griffith  | |
| Thin Ice                                 |                                                    | Príncipe Rudolph           | Sonja Henie                           | Sidney Lansfield   | Também conhecido como Lovely to Look at (UK).                                                                 |
| Second Honeymoon                         |                                                    | Raoul McLish               | Loretta Young                         | Walter Lang        | |
| In Old Chicago                           | No Velho Chicago (br)/ O Incêndio de Chicago (pt)  | Dion O'Leary               | Alice Faye, Alice Brady, Don Ameche   | Henry King         | |
| 1938                                     |                                                    |                            |                                       |                    | |
| Alexander's Ragtime Band                 | Epopéia do Jazz (br)/ Sinfonias Modernas (pt)      | Roger "Alexander" Grant    | Alice Faye                            | Henry King         | |
| Marie Antoinette                         | Maria Antonieta                                    | Conde Axel de Fersen       | Norma Shearer                         | W.S. Van Dyke      | MGM. Originalmente realizado em sepiatone.                                                                    |
| Suez                                     | Suez                                               | Ferdinand de Lesseps       | Loretta Young e Annabella             | Allan Dwan         | Originalmente em sepiatone.                                                                                   |
| 1939                                     |                                                    |                            |                                       |                    | |
| Jesse James                              | Jesse James/ Jesse James, Lenda de Uma Era Sem Lei | Jesse James                | Nancy Kelly                           | Henry King         | Technicolor                                                                                                   |
| Rose of Washington Square                | O Meu Amado                                        | Barton DeWitt Clinton      | Alice Faye                            | Gregory Ratoff     | |
| Second Fiddle                            |                                                    | Jimmy Sutton               | Sonja Henie                           | Sidney Lansfield   | Também conhecido como Irving Berlin's Second Fiddle.                                                          |
| The Rains Came                           | … E as Chuvas Chegaram                             | Dr. Major Rama Safti       | Myrna Loy, Brenda Joyce, George Brent | Clarence Brown     | Sepiatone |
| Day-Time Wife                            |                                                    | Ken Norton                 | Linda Darnell                         | Gregory Ratoff     | |
| 1940                                     |                                                    |                            |                                       |                    | |
| Johnny Apollo                            |                                                    | Bob Cain (Johnny Apollo)   | Dorothy Lamour                        | Henry Hathaway     | |
| Brigham Young                            | O filho dos deuses                                 | Jonathan Kent              | Linda Darnell                         | Henry Hathaway     | Conhecido como Brigham Young – Frontiersman. Originalmente realizado em sepiatone.                            |
| The Mark of Zorro                        | A Marca do Zorro                                   | Don Diego Vega / Zorro     | Linda Darnell                         | Rouben Mamoulian   | |
| 1941                                     |                                                    |                            |                                       |                    | |
| Blood and Sand                           | Sangue e Areia                                     | Juan Gallardo              | Linda Darnell e Rita Hayworth         | Rouben Mamoulian   | Technicolor                                                                                                   |
| A Yank in the R.A.F.                     |                                                    | Tim Baker                  | Betty Grable                          | Henry King         | |
| 1942                                     |                                                    |                            |                                       |                    | |
| Son of Fury: The Story of Benjamin Blake | Ódio no coração / O aventureiro dos Mares do Sul   | Benjamin Blake             | Gene Tierney e Frances Farmer         | John Cromwell      | Originalmente em sepiatone                                                                                    |
| This Above All                           | Isto Acima de Tudo                                 | Clive Briggs               | Joan Fontaine                         | Anatole Litvak     | |
| The Black Swan                           | O Cisne Negro                                      | Jamie Waring               | Maureen O'Hara                        | Henry King         | Technicolor                                                                                                   |
| 1943                                     |                                                    |                            |                                       |                    | |
| Crash Dive                               | Mergulho no Inferno                                | Tte. Ward Stewart          | Anne Baxter, Dana Andrews             | Archie Mayo        | Technicolor. Último filme de Power antes de servir na Marinha, durante a Segunda Guerra Mundial               |
| 1946                                     |                                                    |                            |                                       |                    | |
| The Razor's Edge                         | O Fio da Navalha                                   | Larry Darrell              | Gene Tierney, Anne Baxter             | Edmund Goulding    | |
| 1947                                     |                                                    |                            |                                       |                    | |
| Nightmare Alley                          |                                                    | Stanton Carlisle           | Joan Blondell                         | Edmund Goulding    | Realizado antes mas lançado depois de Captain From Castile.                                                   |
| Captain from Castile                     | Capitão de Castela                                 | Pedro De Vargas            | Jean Peters                           | Henry King         | Technicolor                                                                                                   |
| 1948                                     |                                                    |                            |                                       |                    | |
| The Luck of the Irish                    |                                                    | Stephen Fitzgerald         | Anne Baxter                           | Henry Koster       | Originalmente realizado com tintura verde                                                                     |
| That Wonderful Urge                      | Impulso Irresistível                               | Thomas Jefferson Tyler     | Gene Tierney                          | Robert B. Sinclair | Refilmagem de Love is News (1937), também com Power.                                                          |
| 1949                                     |                                                    |                            |                                       |                    | |
| Prince of Foxes                          | O Favorito dos Borgias                             | Andrea Orsini              | Wanda Hendrix                         | Henry King         | |
| 1950                                     |                                                    |                            |                                       |                    | |
| The Black Rose                           | A Rosa Negra                                       | Walter of Gurnie           | Cecile Aubry                          | Henry Hathaway     | Technicolor                                                                                                   |
| American Guerrilla in the Philippines    | Guerrilheiros nas Filipinas                        | Chuck Palmer               | Micheline Presle                      | Fritz Lang         | Conhecido como I Shall Return (UK). Technicolor.                                                              |
| 1951                                     |                                                    |                            |                                       |                    | |
| Rawhide                                  | Correio do Inferno                                 | Tom Owens                  | Susan Hayward                         | Henry Hathaway     | Conhecido como Desperate Siege                                                                                |
| The House in the Square                  |                                                    | Peter Standish             | Ann Blyth                             | Roy Ward Baker     | Filme inglês, conhecido também como I'll Never Forget You (US). Technicolor.                                  |
| 1952                                     |                                                    |                            |                                       |                    | |
| Diplomatic Courier                       | Missão Perigosa em Trieste                         | Mike Kells                 | Patricia Neal                         | Henry Hathaway     | |
| Pony Soldier                             |                                                    | Constable Duncan MacDonald | Penny Edwards                         | Joseph M. Newman   | Conhecido como MacDonald of the Canadian Mounties (UK). Technicolor.                                          |
| 1953                                     |                                                    |                            |                                       |                    | |
| The Mississippi Gambler                  |                                                    | Mark Fallon                | Piper Laurie                          | Rudolph Maté       | Universal Studios. Technicolor.                                                                               |
| King of the Khyber Rifles                | Rebelião na Índia                                  | Capt. Alan King            | Terry Moore                           | Henry King         | CinemaScope e colorido por DeLuxe Color.                                                                      |
| 1955                                     |                                                    |                            |                                       |                    | |
| The Long Gray Line                       | Paixão de Uma Vida                                 | Martin "Marty" Maher       | Maureen O'Hara                        | John Ford          | Columbia Pictures. CinemaScope e Technicolor.                                                                 |
| Untamed                                  | Duelo de Paixões                                   | Paul Van Riebeck           | Susan Hayward                         | Henry Hathaway     | CinemaScope e DeLuxe Color.                                                                                   |
| 1956                                     |                                                    |                            |                                       |                    | |
| The Eddy Duchin Story                    | Melodia Imortal                                    | Eddy Duchin                | Kim Novak                             | George Sidney      | Columbia Pictures. CinemaScope e Technicolor                                                                  |
| 1957                                     |                                                    |                            |                                       |                    | |
| Seven Waves Away                         | Mar de Sete Ondas (pt)                             | Alec Holmes                | Mai Zetterling                        | Richard Sale       | Feito na Inglaterra como Abandon Ship!                                                                        |
| The Sun Also Rises                       | E Agora Brilha o Sol (br)/ Fiesta (pt)             | Jacob "Jake" Barnes        | Ava Gardner                           | Henry King         | CinemaScope e DeLuxe Color.                                                                                   |
| The Rising of the Moon                   |                                                    | Ele mesmo                  |                                       | John Ford          | Três histórias curtas introduzidas por Power.                                                                 |
| Witness for the Prosecution              | Testemunha de Acusação                             | Leonard Vole               | Marlene Dietrich                      | Billy Wilder       | Último filme completo de Power.                                                                               |

## Créditos questionados
| Título            | Tradução | Papel                  | Elenco                                       | Diretor         | Observações                                        |
| ----------------- | -------- | ---------------------- | -------------------------------------------- | --------------- | -------------------------------------------------- |
| 1925              |          |                        |                                              |                 |                                                    |
| School for Wives  |          | Fez apenas uma “ponta” | Conway Tearle, Sigrid Holmquist              | Victor Halperin | Algumas filmografias listam esse filme para Power. |
| 1935              |          |                        |                                              |                 |                                                    |
| Northern Frontier |          | Fez apenas uma “ponta” | Kermit Maynard, Eleanor Hunt, Walter Brennan | Sam Newfield    |                                                    |

## Curta-metragens
| Título          | Tradução | Papel     | Elenco     | Diretor              | Observações                                                        |
| --------------- | -------- | --------- | ---------- | -------------------- | ------------------------------------------------------------------ |
| 1946            |          |           |            |                      |                                                                    |
| Red Cross Drive |          | Ele mesmo | Sem elenco | Harold J. Fitzgerald | Curta de 3 minutos, com Tyrone Power falando sobre a Cruz Vermelha |

## Filmes incompletos
| Título            | Tradução                   | Papel   | Elenco               | Diretor        | Observações                                                          |
| ----------------- | -------------------------- | ------- | -------------------- | -------------- | -------------------------------------------------------------------- |
| Indeterminado     |                            |         |                      |                |                                                                      |
| The Dark Wood     |                            |         | Elenco indeterminado | Otto Preminger | A produção foi suspensa após algumas semanas de filmagem na Itália.  |
| 1959              |                            |         |                      |                |                                                                      |
| Solomon and Sheba | Salomão e a Rainha de Sabá | Salomão | Gina Lollobrigida    | King Vidor     | Power morreu durante as filmagens e foi substituído por Yul Brynner. |